# Sonia i byk
Sonia i byk (chorw. Sonja i bik) – chorwacki film fabularny z roku 2012 w reżyserii Vlatki Vorkapić.

## Opis fabuły
Komedia o spotkaniu ludzi z dwóch różnych światów. Sonja pochodzi z Zagrzebia, jest wegetarianką i aktywistką, walczącą o prawa zwierząt. W Dalmacji, gdzie jej postawa nie jest zrozumiana spotyka Ante, sprzedawcę ubezpieczeń, którego ojciec organizuje walki byków. W tym czasie z Bośni do Chorwacji podróżuje czwórka mężczyzn, którzy wiozą ogromnego byka Garonję, który ma stoczyć w Chorwacji walkę. Byk jednak nie ma wymaganych dokumentów i właściciel Stipe decyduje się puścić go wolno.
Film realizowano w Zagrzebiu i we wsi Radošića k. Trogiru (żupania splicko-dalmatyńska).

## Obsada
- Judita Franković jako Sonja Sterle, działaczka organizacji UZAŽ
- Goran Bogdan jako Ante Kevo
- Ivo Gregurević jako ojciec Ante
- Csilla Barath Bastaić jako Nika Pofuk
- Dejan Aćimović jako Stipe
- Vladimir Tintor jako Davor
- Miro Barnjak jako Bozo
- Filip Eldan jako Siniša
- Niksa Eldan jako Roman
- Mila Elegović jako Toninić
- Nikola Ivosević jako celnik
- Barbara Prpić jako Franka

## Nagrody
- 2013: Festiwal Filmowy w Puli - nagroda publiczności
  - najlepszy scenariusz
  - najlepsza muzyka
  - najlepsze kostiumy